# 2017년 국가 지도자 목록
이 문서는 2017년 기준 국가 지도자 목록을 정리한 것이다.

## 아시아
- 네팔
  - 대통령 - 비디아 데이 반다리 (2015 ~ )
  - 총리 - 푸슈파 카말 다할 (2016 ~ )

- 대한민국
  - 대통령 - 문재인 (2017 ~ )
  - 국무총리 -
  - 유일호 (2017 ~ 2017)
  - 이낙연 (2017 ~ )

- 동티모르
  - 대통령 - 프란시스쿠 구테흐스 (2017 ~ )
  - 총리 - 마리 알카티리 (2017 ~ )

- 라오스
  - 대통령 - 분냥 보라치트 (2016 ~ )
  - 총리 - 통룬 시술릿 (2016 ~ )

- 레바논
  - 대통령 – 미셸 아운 (2016 ~ )
  - 총리 ― 사드 하리리 (2016 ~ )

- 말레이시아
  - 국왕 - 무하맛 5세 (2016 ~ )
  - 총리 - 나집 라작 (2009 ~ )

- 몰디브
  - 대통령 - 압둘라 야민 (2013 ~ )
  - 부통령 - 압둘라 지하드 (2013 ~ )

- 몽골
  - 대통령 – 할트마깅 바톨가 (2017 ~ )
  - 총리 - 자르갈툴긴 에르데네바트 (2016 ~ )

- 미얀마
  - 대통령 ― 틴 초 (2016 ~ )
  - 총리 - 아웅 산 수 찌 (2016 ~ )

- 바레인
  - 국왕 ― 하마든 이븐 이사 알할리파 (1999 ~ )
  - 총리 ― 할리파 이븐 술만 알할리파 (1970 ~ )

- 방글라데시
  - 대통령 ― 압둘 하미드 (2013 ~ )
  - 총리 ― 셰이크 하시나 (2009 ~ )

- 베트남
  - 당 서기장 ― 응우옌푸쫑 (2011 ~ )
  - 국가주석 ― 쩐다이꽝 (2016 ~ )
  - 총리 ― 응우옌쑤언푹 (2016 ~ )

- 부탄
  - 국왕 ― 지그메 케사르 남기엘 왕축 (2006 ~ )
  - 총리 ― 체링 톱게 (2013 ~ )

- 브루나이
  - 술탄 ― 하사날 볼키아 (1967 ~ )
  - 총리 ― 하사날 볼키아 (1984 ~ )

- 사우디아라비아
  - 국왕 – 살만 빈 압둘아지즈 알사우드 (2015 ~ )
  - 총리 – 살만 빈 압둘아지즈 알사우드 (2015 ~ )

- 스리랑카
  - 대통령 ― 마이트리팔라 시리세나 (2015 ~ )
  - 총리 - 라닐 위크레메싱게 (2015 ~ )

- 시리아
  - 대통령 ― 바샤르 알아사드 (2000 ~ )
  - 총리 ― 이마드 카미스 (2016 ~ )

- - [[파일:{{{국기그림-자유}}}|22x20px|border |시리아|링크=시리아]] 시리아 반군
    - 대통령 - 리아드 세이프 (2017 ~ )
    - 총리 - 자와드 아부 하타브 (2016 ~ )

- 싱가포르
  - 대통령 ― 할리마 야콥 (2017 ~ )
  - 총리 ― 리셴룽 (2004 ~ )

- 아랍에미리트
  - 대통령 ― 할리파 빈 자이드 알나하얀 (2004 ~ )
  - 총리 ― 무하마드 빈 라시드 알막툼 (2006 ~ )

- 아르메니아
  - 대통령 ― 세르지 사르키샨 (2008 ~ )
  - 총리 ― 카렌 카라페탼

- 아제르바이잔
  - 대통령 ― 일함 알리예프 (2003 ~ )
  - 총리 ― 아르투르 라시자데 (2003 ~ )

- 아프가니스탄
  - 대통령 ― 아슈라프 가니 (2014 ~ )

- 예멘
  - 후티 지도자 - 압둘말리크 알후티 (2015 ~ )
  - 최고정치회의 의장 - 살레 알리 알사마드 (2016 ~ )

- 오만
  - 술탄 ― 카부스 빈 사이드 알사이드 (1970 ~ )

- 요르단
  - 국왕 ― 압둘라 2세 (1999 ~ )
  - 총리 ― 하니 알물키 (2016 ~ )

- 우즈베키스탄
  - 대통령 ― 샤브카트 미르지요예프 (2016 ~ )
  - 총리 ― 압둘라 아리포프 (2016 ~ )

- 이라크
  - 대통령 ― 푸아드 마아숨 (2014 ~ )
  - 총리 ― 하이다르 압바디 (2014 ~ )

- 이란
  - 이맘 ― 알리 하메네이 (1989 ~ )
  - 대통령 ― 하산 로하니 (2013 ~ )

- 이스라엘
  - 대통령 ― 레우벤 리블린 (2014 ~ )
  - 총리 ― 베냐민 네타냐후 (2009 ~ )
  -  팔레스타인 (팔레스타인 자치 정부)
  - 국가 수반 ― 마흐무드 압바스 (2005 ~ )
  - 총리 ― 라미 함달라 (2014 ~ )

- 인도
  - 대통령 ―
  - 프라나브 무케르지 (2012 ~ 2017)
  - 람 나트 코빈드 (2017 ~ )
  - 총리 ― 나렌드라 모디 (2014 ~ )

- 인도네시아
  - 대통령 ― 조코 위도도 (2014 ~ )

- 일본
  - 천황 ― 아키히토 (1989 ~ )
  - 내각총리대신 ― 아베 신조 (2012 ~ )

- 조선민주주의인민공화국
  - 국무위원회 위원장 ― 김정은 (2011 ~ )
  - 최고인민회의 상임위원장 ― 김영남 (2011 ~ )
  - 내각총리 ― 박봉주 (2013 ~ )

- 중화민국
  - 총통 ― 차이잉원 (2016 ~ )
  - 부총통 ― 천젠런 (2016 ~ )

- 중화인민공화국
  - 총서기 ― 시진핑 (2012 ~)
  - 주석 ― 시진핑 (2013 ~)
  - 국무원총리 ― 리커창 (2013 ~)

- 카자흐스탄
  - 대통령 – 누르술탄 나자르바예프 (1990 ~)
  - 총리 – 바키트잔 사긴타예프 (2016 ~ )

- 카타르
  - 에미르 ― 타밈 빈 하마드 알사니 (2013 ~ )
  - 총리 ― 압둘라 빈 나세르 빈 칼리파 알사니 (2013 ~ )

- 캄보디아
  - 국왕 ― 노로돔 시하모니 (2004 ~ )
  - 총리 ― 훈 센 (1985 ~ )

- 쿠웨이트
  - 에미르 ― 사바 알 아흐마드 알자베르 알사바 (2006 ~ )
  - 총리 ― 자베르 알무바라크 알하마드 알사바 (2011 ~ )

- 키르기스스탄
  - 대통령 - 알마즈베크 아탐바예프 (2011 ~ )
  - 총리 - 소론바이 젠베코프 (2016 ~ )

- 타지키스탄
  - 대통령 ― 에모말리 라흐몬 (1992 ~ )
  - 총리 ― 코히르 라술조다 (2013 ~ )

- 태국
  - 국왕 ― 라마 10세 (2016 ~ )
  - 총리 ― 쁘라윳 짠오차 (2014 ~ )

- 튀르키예
  - 대통령 ― 레제프 타이이프 에르도안 (2014 ~ )
  - 총리 ― 비날리 일디림 (2016 ~ )

- 투르크메니스탄
  - 대통령 ― 구르반굴리 베르디무함메도프 (2006 ~ )

- 파키스탄
  - 대통령 ― 맘눈 후세인 (2013 ~ )
  - 총리 ― 나와즈 샤리프 (2013 ~ )

- 필리핀
  - 대통령 ― 로드리고 두테르테 (2016 ~ )

## 오세아니아
- 나우루
  - 대통령 ― 바론 와카 (2013 ~ )

- 뉴질랜드
  - 여왕 ― 엘리자베스 2세 (1952 ~ )
  - 총독 ― 패치 레디 (2016 ~ )
  - 총리 ― 빌 잉글리시 (2016 ~ )

- 마셜 제도
  - 대통령 ― 힐다 하이네 (2016 ~ )

- 미크로네시아 연방
  - 대통령 ― 피터 M. 크리스천 (2015 ~ )

- 사모아
  - 최고 지도자 ― 투푸가 에피 (2007 ~ )
  - 총리 ― 투일라에파 사일렐레 말리엘레가오이 (1998 ~ )

- 솔로몬 제도
  - 여왕 ― 엘리자베스 2세 (1978 ~ )
  - 총독 ― 프랭크 카부이 (2009 ~ )
  - 총리 ― 머내시 소가바레 (2014 ~ )

- 오스트레일리아 (호주)
  - 여왕 ― 엘리자베스 2세 (1952 ~ )
  - 총독 ― 피터 코스그로브 (2014 ~ )
  - 총리 ― 맬컴 턴불 (2015 ~ )

- 키리바시
  - 대통령 ― 타네티 마마우 (2016 ~ )

- 통가
  - 국왕 ― 투포우 6세 (2012 ~ )
  - 총리 ― 아킬리시 포히바 (2014 ~ )

- 투발루
  - 여왕 ― 엘리자베스 2세 (1978 ~ )
  - 총독 ― 라코바 이탈레이 (2010 ~ )
  - 총리 ― 에넬레 소포아가 (2013 ~ )

- 파푸아뉴기니
  - 여왕 ― 엘리자베스 2세 (1952 ~ )
  - 총독 ― 밥 다대 (2017 ~ )
  - 총리 ― 피터 오닐 (2011 ~ )

- 팔라우
  - 대통령 ― 토머스 레멩게사우 주니어 (2013 ~ )

- 피지
  - 대통령 ― 조지 콘로테 (2015 ~ )
  - 총리 ― 프랭크 베이니마라마 (2007 ~ )

## 북아메리카
- 과테말라
  - 대통령 - 지미 모랄레스 (2016 ~ )

- 그레나다
  - 여왕 - 엘리자베스 2세 (1974 ~ )
  - 총독 - 세실 라 그레나다 (2013 ~ )
  - 총리 - 키스 미첼 (2013 ~ )

- 니카라과
  - 대통령 - 다니엘 오테가 (2007 ~ )

- 도미니카 공화국
  - 대통령 - 다닐로 메디나 (2012 ~ )

- 도미니카 연방
  - 대통령 - 찰스 사바린 (2013 ~ )
  - 총리 - 루스벨트 스케릿 (2004 ~ )

- 멕시코
  - 대통령 ― 엔리케 페냐 니에토 (2012 ~ )

- 미국
  - 대통령 ― 도널드 트럼프 (2017 ~ )
  - 부통령 ― 마이크 펜스 (2017 ~ )
- 캐나다
  - 여왕 ― 엘리자베스 2세 (1952 ~ )
  - 총독 ― 쥘리 파예트 (2017 ~ )
  - 총리 ― 쥐스탱 트뤼도 (2015 ~ )

- 바베이도스
  - 여왕 ― 엘리자베스 2세 (1966 ~ )
  - 총독 ― 엘리엇 벨그레이브 (2012 ~ )
  - 총리 ― 프룬델 스튜어트 (2010 ~ )

- 쿠바
  - 쿠바 공산당 제1비서 ―라울 카스트로 (2011 ~ )
  - 국가평의회 의장 ― 라울 카스트로 (2008 ~ )

## 남아메리카
- 가이아나
  - 대통령 ― 데이비드 그랜저 (2015 ~ )
  - 총리 ― 모세스 나가무투 (2015 ~ )

- 니카라과
  - 대통령 – 다니엘 오르테가 (2007 ~ )

- 베네수엘라
  - 대통령 – 니콜라스 마두로 (2013 ~)

- 볼리비아
  - 대통령 – 니콜라스 마두로 (2013 ~)

- 브라질
  - 대통령 - 미셰우 테메르 (2016 ~ )

- 수리남
  - 대통령 ― 데시 보우테르세 (2010 ~ )

- 아르헨티나
  - 대통령 – 마우리시오 마크리 (2015 ~ )

- 에콰도르
  - 대통령 ― 레닌 모레노 (2017 ~ )

- 우루과이
  - 대통령 ― 마우리시오 마크리 (2015 ~ )

- 칠레
  - 대통령 ― 미첼 바첼레트 (2014 ~ )

- 파라과이
  - 대통령 ― 오라시오 카르테스 (2013 ~ )

- 페루
  - 대통령 ― 페드로 파블로 쿠친스키 (2016 ~ )
  - 총리 ― 페르난도 사발라 (2016 ~ )

## 유럽
- 그리스
  - 대통령 – 프로코피스 파블로풀로스 (2015 ~ )
  - 총리 - 알렉시스 치프라스 (2015 ~ )

- 네덜란드
  - 왕 - 빌럼알렉산데르 (2013 ~ )
  - 총리 - 마르크 뤼터 (2010 ~ )

- 노르웨이
  - 국왕 - 하랄 5세 (1991 ~ )
  - 총리 - 옌스 스톨텐베르그 (2005 ~ )

- 덴마크
  - 국왕 ― 마르그레테 2세 (1972 ~ )
  - 총리 ― 라르스 뢰케 라스무센 (2009 ~ )

- 독일
  - 대통령 ― 프랑크발터 슈타인마이어 (2017 ~ )
  - 총리 ― 앙겔라 메르켈 (2005 ~ )

- 라트비아
  - 대통령 ― 안드리스 베르진슈 (2012 ~ )
  - 총리 ― 발디스 돔브롭스키스 (2009 ~ )

- 러시아
  - 대통령 ― 블라디미르 푸틴 (2012 ~ )
  - 총리 ― 드미트리 메드베데프 (2012 ~ )

- 루마니아
  - 대통령 ― 트라이안 버세스쿠 (2004 ~ )
  - 총리 ― 에밀 보크 (2008 ~ )

- 룩셈부르크
  - 대공 ― 앙리 (2000 ~ )
  - 총리 ― 장클로드 융커 (1995 ~ )

- 리투아니아
  - 대통령 ― 달리아 그리바우스카이테 (2009 ~ )
  - 총리 ― 안드류스 쿠빌류스 (2008 ~ )

- 리히텐슈타인
  - 공 ― 한스아담 2세 (1989 ~ )
  - 총리 ― 클라우스 취처 (2009 ~ )

- 북마케도니아
  - 대통령 ― 기오르게 이바노프 (2009 ~ )
  - 총리 ― 니콜라 그루에프스키 (2006 ~ )

- 모나코
  - 공 ― 알베르 2세 (2005 ~ )
  - 총리 ― 미셸 로제 (2010 ~ )

- 몰타
  - 대통령 ― 조지 아벨라 (2009 ~ )
  - 총리 ― 조지프 무스카트 (2013 ~ )

- 바티칸 시국
  - 교황 ― 프란치스코 (2013 ~ )

- 벨기에
  - 국왕 ― 알베르 2세 (1993 ~ )
  - 총리 ― 이브 르테름 (2009 ~ )

- 불가리아
  - 대통령 ― 게오르기 퍼르바노프 (2002 ~ )
  - 총리 ― 보이코 보리소프 (2009 ~ )

- 세르비아
  - 대통령 ― 보리스 타디치 (2004 ~ )
  - 총리 ― 미르코 츠벳코비치 (2008 ~ )

- 스웨덴
  - 국왕 ― 칼 16세 구스타프 (1973 ~ )
  - 총리 ― 프레드리크 레인펠트 (2006 ~ )

- 스위스
  - 연방회의 ― 도리스 로이타르트 (2006 ~ ), 모리츠 로이엔베르거 (1995 ~ 2010), 미슐린 칼미 레이 (2002 ~ ), 한스 루돌프 메르츠 (2003 ~ 2010), 에블린 비트머 슐룸프 (2008 ~ ), 우엘리 마우러 (2009 ~ ), 디디에 부르칼터 (2009 ~ ), 요한 슈나이더 암만 (2010 ~ ), 시모네타 솜마루가 (2010 ~ )

- 스페인
  - 국왕 ― 후안 카를로스 1세 (1975 ~ )
  - 총리 ― 마리아노 라호이 (2016 ~ )

- 슬로바키아
  - 대통령 ― 이반 가슈파로비치 (2004 ~ )
  - 총리 ― 이베타 라디초바 (2010 ~ )

- 슬로베니아
  - 대통령 ― 다닐로 튀르크 (2007 ~ )
  - 총리 ― 보루트 파호르 (2008 ~ )

- 아이슬란드
  - 대통령 ― 올라퓌르 라그나르 그림손 (1996 ~ )
  - 총리 ― 요한나 시귀르다르도티르 (2009 ~ )

- 아일랜드
  - 대통령 ― 메리 매컬리스 (1997 ~ )
  - 총리 ― 엔다 케니 (2011 ~ )

- 에스토니아
  - 대통령 ― 토마스 헨드리크 일베스 (2006 ~ )
  - 총리 ― 안드루스 안시프 (2005 ~ )

- 영국
  - 여왕 - 엘리자베스 2세 (1952 ~ )
  - 총리 - 테리사 메이 (2016 ~ )
- 북아일랜드
  - 총리 - 피터 로빈슨 (2008 ~ )

- 오스트리아
  - 대통령 ― 하인츠 피셔 (2004 ~ )
  - 총리 ― 제바스티안 쿠르츠 (2017 ~ )

- 우크라이나
  - 대통령 ― 빅토르 야누코비치 (2010 ~ )
  - 총리 ― 빅토르 야누코비치 (2010 ~ )

- 이탈리아
  - 대통령 ― 조르조 나폴리타노 (2006 ~ )
  - 총리 ― 마리오 몬티 (2011 ~ )

- 조지아
  - 대통령 ― 기오르기 마르그벨라슈빌리 (2013 ~ )
  - 총리 ― 기오르기 크비리카슈빌리 (2013 ~ )

- -  압하지야
    - 대통령 ― 세르게이 바갑시 (2005 ~ 2011)

- -  남오세티야
    - 대통령 ― 에두아르드 코코이티 (2001 ~ )

- 체코
  - 대통령 ― 바츨라프 클라우스 (2003 ~ )
  - 총리 ― 페트르 네차스 (2010 ~ )

- 크로아티아
  - 대통령 ― 이보 요시포비치 (2010 ~ )
  - 총리 ― 야드란카 코소르 (2009 ~ )

- 키프로스
  - 대통령 ― 디미트리스 흐리스토피아스 (2008 ~ )

- 포르투갈
  - 대통령 ― 아니발 카바쿠 실바 (2006 ~ )
  - 총리 ― 조제 소크라트스 (2006 ~ 2011)
  - 총리 - 페드루 파수스 코엘류 (2011 ~ )

- 폴란드
  - 대통령 ― 안제이 두다 (2015 ~ )
  - 총리 ― 베아타 시드워 (2015 ~ )

- 프랑스
  - 대통령 - 에마뉘엘 마크롱 (2017 ~ )
  - 총리 - 에두아르 필리프 (2017 ~ )

- 핀란드
  - 대통령 ― 타르야 할로넨 (2000 ~ )
  - 총리 ― 마리 키비니에미 (2010 ~ )

- 헝가리
  - 대통령 ― 슈미트 팔 (2010 ~ )
  - 총리 ― 오르반 빅토르 (2010 ~ )

## 아프리카
- 가나
  - 대통령 ― 존 드라마니 마하마 (2012 ~ )

- 가봉
  - 대통령 ― 알리 봉고 온딤바 (2009 ~ )
  - 총리 ― 레몽 인동 시마 (2009 ~ )

- 감비아
  - 대통령 ― 야히아 자메 (1994 ~ )

- 기니
  - 대통령 ― 알파 콩데 (2011 ~ )
  - 총리 ― 모하메드 사이드 포파나 (2011 ~ )

- 기니비사우
  - 대통령 ― 마누엘 세리푸 나마주
  - 총리 ― 후이 두아르테 드 바호스

- 나미비아
  - 대통령 ― 히피케푸니에 포함바 (2005 ~ )
  - 총리 ― 나하스 앵굴라 (2005 ~ )

- 나이지리아
  - 대통령 ― 굿럭 조너선 (2010 ~ )

- 남수단
  - 대통령 – 살바 키르 마야르디트 (2005 ~ )

- 남아프리카 공화국
  - 대통령 – 제이콥 주마 (2009 ~ )

- 니제르
  - 대통령 ― 마하마두 이수푸 (2011 ~ )
  - 총리 ― 브리지 라피니 (2011 ~ )

- 라이베리아
  - 대통령 ― 엘런 존슨설리프 (2006 ~ )

- 레소토
  - 국왕 ― 레트시에 3세 (1996 ~ )
  - 총리 ― 톰 타바네 (2012 ~ )

- 르완다
  - 대통령 ― 폴 카가메 (2000 ~ )
  - 총리 ― 피에르 하부무레미 (2012 ~ )

- 리비아
  - 국가원수 – 모함메드 알 메가리프 (2012 ~ )

- 말라위
  - 대통령 ― 조이스 반다 (2004 ~ )

- 말리
  - 대통령 ― 디온쿤다 트라오레 (2012 ~ )
  - 총리 ― 장고 시소코 (2012 ~ )

- 모로코
  - 국왕 ― 무함마드 6세 (1999 ~ )
  - 총리 ― 압델릴라 벤키란 (2012 ~ )

- 모리셔스
  - 대통령 ― 카일라시 푸리약
  - 총리 ― 나빈 람굴람

- 모리타니
  - 대통령 ― 무함마드 울드 압델 아지즈 (2008 ~ )
  - 총리 ― 물라이 울드 모하메드 라그다프 (2008 ~ )

- 모잠비크
  - 대통령 ― 아르만두 게부자 (2005 ~ )
  - 총리 ― 아이레스 알리 (2010 ~ )

- 베냉
  - 대통령 ― 파트리스 탈롱 (2016 ~ )
  - 총리 ― 카스팔 쿠파키

- 보츠와나
  - 대통령 ― 이언 카마 (2008 ~ )

- 부룬디
  - 대통령 - 피에르 은쿠룬지자 (2005 ~ )

- 세네갈
  - 대통령 ― 마키 살 (2012 ~ )
  - 총리 ― 압둘 음바예 (2012 ~ )

- 세이셸
  - 대통령 ― 제임스 미셸 (2004 ~ )

- 소말리아
  - 대통령 ― 압디웰리 모하메드 알리 (2012 ~)

- 수단
  - 대통령 ― 오마르 알바시르 (1989 ~ )

- 에스와티니
  - 국왕 ― 음스와티 3세 (1986 ~ )
  - 총리 ― 바르나바스 시부시소 들라미니 (2008 ~ )

- 시에라리온
  - 대통령 ― 어니스트 바이 코로마 (2007 ~ )

- 알제리
  - 대통령 ― 압델라지즈 부테플리카 (1999 ~ )
  - 총리 ― 압둘말리크 살랄 (2012 ~ )

- 앙골라
  - 대통령 ― 조제 에두아르두 두스산투스 (1979 ~ )

- 에티오피아
  - 대통령 ― 기르마 월데기오르기스 (2001 ~ )
  - 총리 ― 하일레 마리암 데살레 (2012 ~  )

- 우간다
  - 대통령 ― 요웨리 무세베니 (1986 ~ )
  - 총리 ― 아마마 음바바지 (2012 ~ )

- 이집트
  - 대통령 – 무함마드 모르시 - (2012 ~ )
  - 총리 ― 히샴 칸딜 (2012 ~ )

- 잠비아
  - 대통령 ― 마이클 사타 (2012 ~ )

- 중앙아프리카 공화국
  - 대통령 ― 프랑수아 보지제 (2003 ~ )
  - 총리 ― 포스탱아르샹주 투아데라 (2008 ~ )

- 짐바브웨
  - 대통령 ―
  - 펠레케젤라 음포코 (2017 ~ 2017)
  - 에머슨 음낭가과 (2017 ~ )

- 카메룬
  - 대통령 ― 폴 비야 (1982 ~ )
  - 총리 ― 필레몬 양 (2009 ~ )

- 케냐
  - 대통령 – 우후루 케냐타 (2013 ~ )
  - 총리 ― 라일라 오딩가 (2008 ~ )

- 콩고 공화국
  - 대통령 ― 드니 사수 응게소 (1997 ~ )

- 콩고 민주 공화국
  - 대통령 조제프 카빌라 (2001 ~ )
  - 총리 오귀스탱 마타타 포뇨 (2012 ~ )

- 탄자니아
  - 대통령 ― 자카야 키크웨테 (2005 ~ )
  - 총리 ― 미젠고 핀다 (2008 ~ )

- 토고
  - 대통령 ― 포르 냐싱베 (2005 ~ )
  - 총리 ― 퀘시 아후메이주누 (2012 ~ )

- 튀니지
  - 대통령 ― 베지 카이드 에셉시 (2014 ~ )
  - 총리 ― 하마디 제발리 (2012 ~ )